# Estádio Governador João Castelo
Het Estádio Governador João Castelo, beter bekend als Castelão, is een multifunctioneel stadion in São Luís, de hoofdstad van de Braziliaanse staat Maranhão. Het stadion is eigendom van de staat en werd vernoemd naar João Castelo, die van 1979 tot 1982 gouverneur van de staat was.

## Geschiedenis
De bouw van het stadion werd voltooid in 1982 en op 1 mei van dat jaar werd het ingehuldigd voor de wedstrijd Maranhão-Sampaio Corrêa. Vier dagen later werd in het stadion de interland Brazilië-Portugal, die de Brazilianen met 3-1 wonnen, Zico maakte een van de doelpunten. Hierna speelden de Goddelijke kanaries nog drie keer in het stadion. Op 1 april 1986 wonnen ze met 4-0 tegen Peru. Op 23 september 1998 speelden ze 1-1 gelijk tegen het Joegoslavië. De laatste wedstrijd werd er gespeeld op 14 november 2001 toen Brazilië zich in deze kwalificatiewedstrijd voor het WK plaatste na een 3-0 overwinning op Venezuela. Luisão en Rivaldo scoorden de laatste doelpunten voor de nationale ploeg in dit stadion.
Op 24 september 1998 werd een toeschouwerrecord gevestigd in een wedstrijd voor de Copa CONMEBOL tussen Sampaio Corrêa en Santos. Santos ging met 1-5 winnen voor 98.720 toeschouwers. Het vorige record stond op naam van de wedstrijd Moto Club-Sampaio Corrêa uit 1987 toen 95.000 kijklustigen opdaagden.
In 2004 werd het stadion gesloten nadat er scheuren ontdekt werden in de constructie. Het werd gerenoveerd in 2011 en de capaciteit werd teruggebracht van 72.000 naar 40.000. Op 8 september 2012 speelde Sampaio Correâ er voor het eerst terug in een wedstrijd van de Série D. Er kwamen 40.000 toeschouwers, wat een record was voor een wedstrijd uit de vierde klasse.